# Stora Svartholmen
Stora Svartholmen är en ö i Finland. Den ligger i Finska viken och i kommunen Borgå i den ekonomiska regionen  Borgå i landskapet Nyland, i den södra delen av landet. Ön ligger omkring 42 kilometer öster om Helsingfors.
Öns area är 8,1 hektar och dess största längd är 0,5 kilometer i sydöst-nordvästlig riktning. Ön höjer sig omkring 25 meter över havsytan. I omgivningarna runt Stora Svartholmen växer i huvudsak blandskog.